# Trevor Lee
Trevor Lee Caddell (Cameron, 30 settembre 1993) è un wrestler statunitense.
Attivo dal 2009, tra il 2015 e il 2019 ha lottato per la Total Nonstop Action Wrestling/Impact Wrestling dove ha vinto tre volte il TNA X Division Championship e una volta il TNA World Tag Team Championship con Brian Myers. Dal 2019 e il 2024 è stato invece sotto contratto con la WWE, dove ha detenuto una volta l'NXT North American Championship.
Allenato da Matt e Jeff Hardy, agli inizi di carriera ha militato in varie federazioni indipendenti quali Global Force Wrestling, OMEGA Championship Wrestling e Pro Wrestling Guerrilla.

## Carriera

### Total Nonstop Action Wrestling/Impact Wrestling (2015–2019)
Nell'ambito dell'invasione da parte della Global Force Wrestling, Lee compie il suo debutto per la Total Nonstop Action Wrestling nella puntata di Impact! del 12 agosto 2015, quando in coppia con Brian Myers affronta senza successo i Wolves. Il 2 settembre seguente i due si prendono la rivincita sui Wolves sconfiggendoli per il TNA World Tag Team Championship, grazie anche all'aiuto di Sonjay Dutt. Lee e Myers perdono le cinture per mano dei Wolves la settimana seguente, venendo definitivamente sconfitti dai campioni in carica a Bound for Glory.
Dopo una pausa di quattro mesi, Lee torna ad Impact! il 2 febbraio 2016 sconfiggendo Tigre Uno per il TNA X Division Championship con l'aiuto del suo nuovo manager Gregory Shane Helms. Difende quindi la cintura dall'assalto di Tigre Uno, nonché dei vari DJZ ed Eddie Edwards. Nel mese di aprile Andrew Everett si unisce ad Helms e Lee formando una nuova stable heel chiamata The Helms Dynasty. Dopo 155 giorni di regno Lee perderà la cintura X Division a Slammiversary per mano di Eddie Edwards, in un fatal four-way che includeva anche Andrew Everett e DJZ. Il 28 giugno partecipa ad una battle royal per determinare il contendente numero uno al titolo X Division ma viene eliminato dal vincitore Braxton Sutter. Nel corso dei mesi seguenti tenta senza successo altri assalti al campionato, alternandovi match di coppia come membro della Helms Dinasty. Nell'episodio di Impact! del 2 febbraio 2017 conquista il titolo X Division per la seconda volta avendo la meglio sul campione DJZ in un Ladder match. Per via delle numerose sconfitte recenti in sfide di coppia, la settimana seguente decide di attaccare Andrew Everett con l'assistenza di Helms, sancendo quindi la sua uscita dalla Helms Dinasty.

### WWE (2019–2024)

#### NXT(2019–2022)
Il 12 gennaio 2019, rivelò durante uno spettacolo della CWF Mid-Atlantic di aver firmato un contratto con la WWE. Venne reso ufficiale l'11 febbraio quando Lee iniziò ad allenarsi al Performance Center. Poco dopo aver iniziato ad apparire agli eventi dal vivo di NXT, nell'area della Florida, fece il suo debutto alla Full Sail University il 1º maggio sconfiggendo Shane Strickland in un Dark match. A giugno, Lee assunse il ringname Cameron Grimes. Lo stesso mese, venne annunciato che Grimes avrebbe partecipato all'NXT Breakout Tournament sconfiggendo Isaiah "Swerve" Scott nel primo round del torneo nella puntata di NXT del 3 luglio, stabilendosi come un heel. Nella puntata di NXT del 31 luglio Grimes sconfisse Bronson Reed nel secondo turno. Nella puntata di NXT del 14 agosto, durante la finale dell'NXT Breakout Tournament, Grimes venne sconfitto da Jordan Myles. Nella puntata di NXT dell'8 gennaio 2020 Grimes partecipò ad un Fatal 4-Way match per determinare il contendente nº1 all'NXT North American Championship di Roderick Strong che comprendeva anche Damian Priest, Dominik Dijakovic e Keith Lee, ma il match venne vinto da quest'ultimo. Nella puntata di NXT dell'11 marzo Grimes affrontò Keith Lee per l'NXT North American Championship ma venne sconfitto. Nella puntata di NXT del 12 agosto Grimes sconfisse Kushida e Velveteen Dream, qualificandosi per il Ladder match per il vacante NXT North American Championship. Il 22 agosto, a NXT TakeOver: XXX, Grimes partecipò ad un Ladder match per la riassegnazione del vacante NXT North American Championship che comprendeva anche Bronson Reed, Damian Priest, Johnny Gargano e Velveteen Dream, ma il match venne vinto da Priest. Nella puntata di NXT del 23 settembre Grimes partecipò ad un Gauntlet match per determinare il contendente nº1 all'NXT Championship, ma venne eliminato da Kyle O'Reilly. Nella puntata speciale NXT Halloween Havoc del 28 ottobre Grimes venne sconfitto da Dexter Lumis in un Haunted House of Terror match. Il 6 dicembre, a NXT TakeOver: WarGames, Grimes venne nuovamente sconfitto da Lumis in uno Strap match. Successivamente, Grimes tornò nella puntata di NXT dell'11 febbraio 2021 dove rivelò che durante la sua assenza vinse alla lotteria una incredibile somma di denaro, presentandosi così con una nuova gimmick, quella di un ricco spendaccione. Il 13 giugno, a NXT TakeOver: In Your House, Grimes affrontò LA Knight per il Million Dollar Championship ma venne sconfitto. Il 6 luglio, nella puntata speciale NXT The Great American Bash, Grimes tentò nuovamente l'assalto alla cintura da un milione di dollari di Knight ma fallì, e come da stipulazione dovette diventare il maggiordomo dello stesso Knight. Il 22 agosto, a NXT TakeOver: 36, Grimes riuscì a sconfiggere Knight conquistando il Million Dollar Championship per la prima volta, in un incontro in cui se Grimes avesse perso Ted DiBiase sarebbe diventato il nuovo maggiordomo di Knight, e il giorno dopo abbandonò la cintura, consegnandola allo stesso DiBiase. Il 5 dicembre, a NXT WarGames, Grimes sconfisse Duke Hudson in un Hair vs. Hair match. Nella puntata di NXT 2.0 del 25 gennaio Grimes trionfò su Tony D'Angelo grazie all'aiuto di Pete Dunne, diventando il contendente n°1 all'NXT North American Championship di Carmelo Hayes. Il 15 febbraio, nella puntata speciale NXT Vengeance Day, Grimes affrontò Hayes per il titolo nordamericano ma venne sconfitto. Nella puntata di NXT 2.0 del 15 marzo Grimes venne sconfitto da Santos Escobar, fallendo nell'opportunità di inserirsi nel Ladder match per l'NXT North American Championship a NXT Stand & Deliver. La settimana dopo, Grimes ebbe un'altra opportunità di qualificarsi al suddetto incontro in un Triple Threat match che vinse sconfiggendo A-Kid e Roderick Strong. Il 2 aprile, a NXT Stand & Deliver, Grimes vinse l'NXT North American Championship in un Ladder match che comprendeva anche il campione Carmelo Hayes, Grayson Waller, Santos Escobar e Solo Sikoa. Nella puntata di NXT 2.0 del 12 aprile Grimes difese la cintura contro Solo Sikoa grazie alla distrazione di Trick Williams. Nella puntata speciale NXT Spring Breakin del 3 maggio Grimes mantenne la cintura in un Triple Treath match contro Carmelo Hayes e Solo Sikoa. Il 4 giugno, a NXT In Your House, Grimes perse la cintura nordamericana contro Carmelo Hayes dopo 63 giorni di regno. Il 5 luglio, nella puntata speciale NXT The Great American Bash, Grimes affrontò Bron Breakker per l'NXT Championship ma venne sconfitto.

#### SmackDown(2023–2024)
Il 1º maggio 2023, per effetto del Draft, venne promosso al roster di SmackDown. Debuttò nello show nella puntata del 12 maggio sconfiggendo Baron Corbin in sei secondi. Il 21 luglio, a SmackDown, partecipò ad un fatal 4-way match insieme ad LA Knight, Rey Mysterio e Sheamus per potersi inserire in un match per determinare lo sfidante di Austin Theory per lo United States Championship ma a vincere fu Mysterio. Il 5 agosto, a SummerSlam, prese parte ad una battle royal ma venne eliminato da Austin Theory.
Nella puntata di NXT del 28 novembre prese parte ad un fatal four-way match insieme a Bronson Reed, Johnny Gargano e Wes Lee per determinare il nuovo sfidante di Dominik Mysterio per l'NXT North American Championship ma a vincere fu Lee.
Il 23 aprile 2024 attraverso i suoi canali social annunciò che la WWE lo aveva licenziato.

## Personaggio

### Mosse finali
- Caveman Stomp/Cave-In (Leaping double foot stomp)[2]
- Orange Crush (Vertical suplex powerbomb)[19][20]
- Small Package Driver (Fisherman buster seguito da uno small package)

### Soprannomi
- "The Carolina Caveman"[21]
- "The Technical Savage"[22]

### Musiche d'ingresso
- All I Do Is Win di DJ Khaled con Rick Ross, T-Pain, Ludacris e Snoop Dogg (circuito indipendente; 2010–2011)
- E.T. di Katy Perry e Kanye West[23][24] (Circuito indipendente; 2011–2014)
- Shake It Off di Taylor Swift[24] (Circuito indipendente; 2014–2015)
- Crazy Shadows di Dale Oliver (TNA; 2015–2016)
- You'll Never Leave Harlan Alive della Ruby Friedman Orchestra[23] (CWF Mid-Atlantic; 2016–2019)
- Ring Walker dei CFO$ (WWE; 2019–2020)
- Stackin' Money dei def rebel feat. Josiah Williams (WWE; 2021–2022)
- To the Moon dei def rebel feat. Supreme Madness (WWE; 2022–2023)

## Titoli e riconoscimenti
- All American Wrestling
  - AAW Heritage Championship (1)

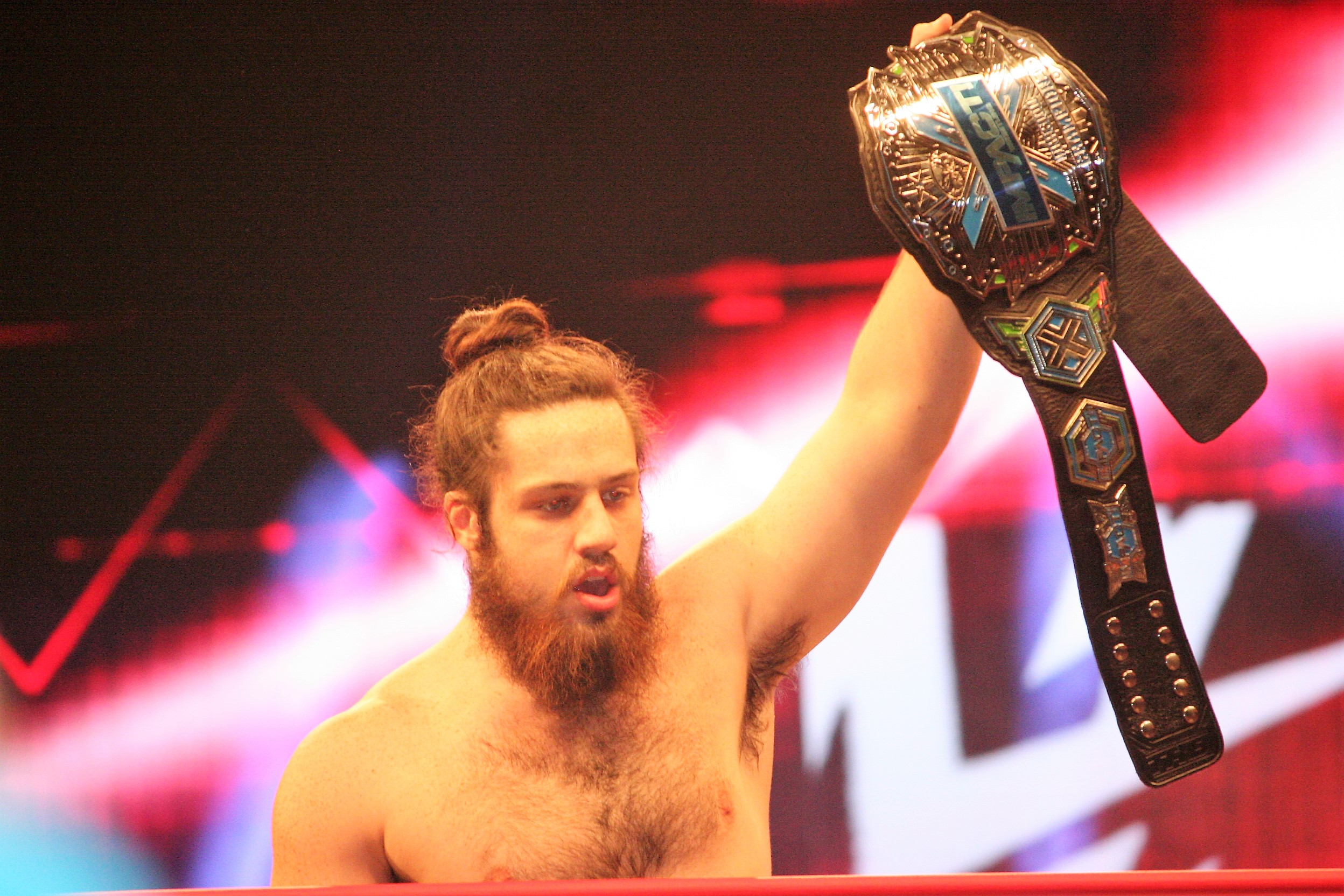
Trevor Lee con il TNA X Division Championship, titolo che ha detenuto tre volte

  - AAW Tag Team Championship (1) – con Andrew Everett
- Carolina Wrestling Federation Mid-Atlantic
  - CWF Mid-Atlantic Heavyweight Championship (1)[25]
  - CWF Mid-Atlantic Rising Generation League Championship (1)[26]
  - CWF Mid-Atlantic Tag Team Championship (1)[27] – con Chet Sterling
  - CWF Mid-Atlantic Television Championship (1)[28]
  - PWI Ultra J Championship (1)
- OMEGA Championship Wrestling
  - OMEGA Heavyweight Championship (1)[29]
- Pro Wrestling Guerrilla
  - PWG World Tag Team Championship (1)[30] – con Andrew Everett
- Pro Wrestling Illustrated
  - 60º tra i 500 migliori wrestler secondo PWI 500 (2016)[31]

- Total Nonstop Action Wrestling/Impact Wrestling
  - TNA X Division Championship (3)[32][7]
  - TNA World Tag Team Championship (1)[3] – con Brian Myers
  - Race for the Case (2017)

- WWE
  - NXT North American Championship (1)[4]